# Episodi di The Brak Show
La serie televisiva animata The Brak Show è andata in onda in tre stagioni. La prima stagione, composta da 9 episodi, è stata trasmessa negli Stati Uniti dal 21 dicembre 2000 al 2 dicembre 2001. La seconda stagione, composta da 11 episodi, è stata trasmessa dal 14 aprile al 29 dicembre 2002. La terza stagione, composta da 8 episodi, è stata trasmessa dal 5 ottobre al 31 dicembre 2003. Il 24 maggio 2007 è stato pubblicato un webisodio dedicato alla serie sul sito di Adult Swim.
In Italia la serie è inedita.
| nº               | Codice di produzione | Titolo originale                     | Prima TV USA     |
| Prima stagione   | Prima stagione       | Prima stagione                       | Prima stagione   |
| ---------------- | -------------------- | ------------------------------------ | ---------------- |
| 1                | 2109                 | Mr. Bawk Ba Gawk                     | 21 dicembre 2000 |
| 2                | 2101                 | Goldfish                             | 2 settembre 2001 |
| 3                | 2103                 | Time Machine                         | 2 settembre 2001 |
| 4                | 2102                 | War Next Door                        | 9 settembre 2001 |
| 5                | 2104                 | Hippo                                | 9 settembre 2001 |
| 6                | 2105                 | Mobab                                | 21 ottobre 2001  |
| 7                | 2106                 | Expiration Day                       | 4 novembre 2001  |
| 8                | 2107                 | Psychoklahoma                        | 2 dicembre 2001  |
| 9                | 2108                 | The Eye                              | 30 dicembre 2001 |
| Seconda stagione |                      |                                      |                  |
| 1                | 2201                 | Poppy                                | 14 aprile 2002   |
| 2                | 2202                 | Bully                                | 28 aprile 2002   |
| 3                | 2203                 | Mother, Did You Move My Chair?       | 12 maggio 2002   |
| 4                | 2204                 | President Dad                        | 26 maggio 2002   |
| 5                | 2209                 | Brakstreet                           | 3 novembre 2002  |
| 6                | 2207                 | Feud                                 | 10 novembre 2002 |
| 7                | 2208                 | Runaway                              | 17 novembre 2002 |
| 8                | 2206                 | The New Brak                         | 24 novembre 2002 |
| 9                | 2205                 | Pepper                               | 1º dicembre 2002 |
| 10               | 2210                 | Dinner Party                         | 15 dicembre 2002 |
| 11               | 2211                 | We Ski in Peace                      | 29 dicembre 2002 |
| Terza stagione   |                      |                                      |                  |
| 1                | 2301                 | Braklet, Prince of Spaceland         | 5 ottobre 2003   |
| 2                | 2302                 | The Vacuum Cleaner Coma Dilemma Coma | 12 ottobre 2003  |
| 3                | 2303                 | Shadows of Heat                      | 19 ottobre 2003  |
| 4                | 2305                 | Splat of Deadliness Splat!           | 26 ottobre 2003  |
| 5                | 2304                 | Enter the Hump                       | 2 novembre 2003  |
| 6                | 2306                 | Sexy New Brak Show Go                | 9 novembre 2003  |
| 7                | 2307                 | All That I Desire You                | 16 novembre 2003 |
| 8                | 2308                 | Cardburkey                           | 31 dicembre 2003 |
| Webisodi         |                      |                                      |                  |
| 1                | N/A                  | Space Adventure                      | 24 maggio 2007   |

## Mr. Bawk Ba Gawk
- Titolo originale: Mr. Bawk Ba Gawk / B.J. and the Brak
- Diretto da: Jim Fortier e Pete Smith (non accreditati)
- Scritto da: Jim Fortier, Andy Merrill e Pete Smith

### Trama
Prima di giocare, Brak e Zorak decidono di rapire la loro mascotte del liceo, un pollo di nome Mr. Bawkbagawk. Brak porta la mascotte a casa sua per nasconderlo e lo presenta ai suoi genitori come lo zio di suo padre: Earl Toteman.
- Note: L'episodio è conosciuto anche col nome B.J. and the Brak, parodia della serie televisiva B. J. and the Bear (in Italia conosciuta anche col nome Truck Driver).

## Goldfish
- Titolo originale: Goldfish / Leave it to Brak
- Diretto da: Jim Fortier e Pete Smith (non accreditati)
- Scritto da: Jim Fortier, Andy Merrill e Pete Smith

### Trama
Brak promette di prendersi cura del pesce rosso del signor Thundercleese, Mr. Tickles, mentre è via.
- Altri interpreti: Matt Maiellaro (Mr. Tickles).
- Note: L'episodio è conosciuto anche col nome Leave it to Brak, parodia della sitcom Leave It to Beaver (in Italia conosciuta anche col nome Il carissimo Billy).

## Time Machine
- Titolo originale: Time Machine / Diff'rent Braks
- Diretto da: Jim Fortier e Pete Smith (non accreditati)
- Scritto da: Jim Fortier, Andy Merrill e Pete Smith

### Trama
I genitori di Brak notano un annuncio sul giornale che afferma che Fish Buckets, un ristorante che serve pesce, sta offrendo una specialità, il Salute to Crabs (letteralmente "Saluto ai granchi"). I genitori decidono di fare una serata insieme a Brak e Zorak, ma i due non possono andare perché non hanno fatto i compiti. Brak si chiede cosa debba fare per rimediare al problema e Zorak dice che bisogna tornare indietro nel tempo e convincere il proprio io passato a fare i compiti, per non avere problemi. Questo non funziona, dato che gli ego del passato tornano indietro nel tempo e giocano ai videogiochi insieme a Zorak e Brak. Di fronte a questo errore, Zorak e Brak decidono di tornare indietro nel tempo per impedire che i compiti vengano inventati. I due lo fanno e incontrano due maghi di quell'epoca che hanno inventano i compiti. Zorak li convince a non inventarli, quindi tornano nel presente, ma scoprono che alcune delle cose che facevano prima sono sparite.
- Altri interpreti: Don Kennedy (Marlon), Marc Cram (Merlin).
- Note: L'episodio è conosciuto anche col nome Diff'rent Braks, parodia della sitcom Diff'rent Strokes (in Italia conosciuta anche col nome Il mio amico Arnold).

## War Next Door
- Titolo originale: War Next Door / Gimme a Brak
- Diretto da: Jim Fortier e Pete Smith (non accreditati)
- Scritto da: Jim Fortier, Andy Merrill e Pete Smith

### Trama
Brak informa Zorak che presto parteciperà ad un talent show. Un incidente tra un robot assassino e Zorak porterà quest'ultimo ad espellere con forza una massa rosa parlante di nome Carmine dalla sua gola. Carmine risulta essere la causa della sua voce roca, infatti, senza di essa, Zorak parla con una voce raffinata che userà poi per battere Brak nel talent show. Grazie alla nuova fantastica voce di Zorak, il malvaggio Carmine gli prenota un tour per cantare in tutto il mondo, portando Brak a ingelosirsi. Dopo essere tornato a casa, Zorak vuole riavere la voce rauca di prima. Mentre si dirigono verso la nuova sontuosa villa di Carmine (che ha comprato grazie al taglio dei profitti di Zorak), Zorak e Brak cercano di trovare un modo per ingannare Carmine e farlo tornare nella gola della mantide.
- Guest star: Jason Bowen (nuova voce di Zorak).
- Note: L'episodio è conosciuto anche col nome Gimme a Brak, parodia della sitcom Gimme a Break! (in Italia conosciuta anche col nome La piccola grande Nell).

## Hippo
- Titolo originale: Hippo / The Braks of Life
- Diretto da: Jim Fortier e Pete Smith (non accreditati)
- Scritto da: Jim Fortier e Pete Smith

### Trama
Brak si trova in difficoltà dopo che Zorak prende un animale di peluche di nome Hippo.
- Guest star: Ken Osborne (Dott. Grumbles).
- Note: L'episodio è conosciuto anche col nome The Braks of Life, parodia della sitcom The Facts of Life (in Italia conosciuta anche col nome L'albero delle mele).

## Mobab
- Titolo originale: Mobab / Laverne and Brak
- Diretto da: Jim Fortier e Pete Smith (non accreditati)
- Scritto da: Jim Fortier e Pete Smith

### Trama
Quando un alieno di nome Mobab si innamora di mamma e la porta via sul suo pianeta natale, papà capisce quanto ha bisogno di lei e, insieme a Brak, decide di andare nello spazio per salvarla.
- Note: L'episodio è conosciuto anche col nome Laverne and Brak, parodia della sitcom Laverne & Shirley.

## Expiration Day
- Titolo originale: Expiration Day / Brak's My Momma
- Diretto da: Jim Fortier e Pete Smith (non accreditati)
- Scritto da: Jim Fortier e Pete Smith

### Trama
Thundercleese scopre che i suoi poteri sono stati disattivati dai suoi creatori della Moroccobotix Inc., il che è una brutta cosa in quanto vi è un asteroide diretto su The Planet. Papà e Brak vanno in missione per cercare di restituire le sue armi, così da poter salvare tutti.
- Note: L'episodio è conosciuto anche col nome Brak's My Momma, parodia della sitcom That's My Mama.

## Psychoklahoma
- Titolo originale: Psychoklahoma / Father Knows Brak
- Diretto da: Jim Fortier e Pete Smith (non accreditati)
- Scritto da: Jim Fortier, Andy Merrill e Pete Smith

### Trama
Brak e compagnia cercano di raccogliere fondi per salvare Señor Science mettendo su un musical (che risulterà essere una fusione di Psycho e Oklahoma!).
- Guest star: Mike Golic (Mike), Carlos Tureta (Señor Science)
- Note: L'episodio è conosciuto anche col nome Father Knows Brak, parodia della sitcom Father Knows Best (in Italia conosciuta anche col nome Papà ha ragione).

## The Eye
- Titolo originale: The Eye / Petticoat Brak
- Diretto da: Jim Fortier e Pete Smith (non accreditati)
- Scritto da: Jim Fortier e Pete Smith

### Trama
Papà, esperto di gare di sguardi in pensione, viene sfidato da Brak, Zorak e un ospite misterioso. Papà non ha altra scelta che riuscire a batterli.
- Note: L'episodio è conosciuto anche col nome Petticoat Brak, parodia della sitcom Petticoat Junction.

## Poppy
- Titolo originale: Poppy
- Diretto da: Jim Fortier e Pete Smith (non accreditati)
- Scritto da: Jim Fortier, Andy Merrill e Pete Smith

### Trama
Dopo aver guardato il suo programma preferito Schnozzo, Brak vuole cercare di fare colpo sulle ragazze come fa il protagonista. Insieme a Zorak incontra quindi una ragazza alla fermata dell'autobus, la quale gli risponde con riluttanza a causa dello scarso approccio di Brak. Tornati a casa, Brak si rivolge ai genitori e la madre gli dona un regalo del suo nonno deceduto Poppy, il suo naso. Realizzando di non avere alcun naso, Brak decide quindi di metterselo e rincontra la ragazza di prima, adottando la sua solita tecnica per ammiccare su di lei. Brak viene scaricato un'altra volta portando Poppy, sotto forma di narratore, ad intervenire direttamente per aiutarlo. Poppy cerca quindi di insegnargli i modi per approcciare con una ragazza, avvertendolo di dire e fare come dice lui. Dopo essersi espresso nuovamente male, Brak riceve uno schiaffo e il naso di Poppy cade a terra, dove viene mangiato da Braccobaldo Bau.
- Altri interpreti: Don Kennedy (Poppy).

## Bully
- Titolo originale: Bully
- Diretto da: Jim Fortier e Pete Smith (non accreditati)
- Scritto da: Jim Fortier e Pete Smith

### Trama
Zorak allestisce uno stand dove si fa pagare dai bambini del posto per picchiarli. L'attività viene rivelata da un nuovo ragazzo arrivato in città, Roy "Butchy" Tuffington, il quale riesce a batterlo e a prendere il suo posto. Dopo aver cercato di recuperare il suo stand, Zorak viene battuto un'altra volta e decide di dire tutto alla Mamma, la quale riesce a farlo scappare via.

## Mother, Did You Move My Chair?
- Titolo originale: Mother, Did You Move My Chair?
- Diretto da: Jim Fortier e Pete Smith (non accreditati)
- Scritto da: Jim Fortier e Pete Smith

### Trama
Brak cerca di non andare a scuola per evitare di sezionare una vongola durante la lezione di biologia. Durante la notte viene svegliato da Spoony, un mestolo di legno parlante antropomorfo che trattiene Brak con i suoi strambi racconti. La mattina dopo viene svegliato da Wunderburd, un uccellino giallo parlante dall'accento francese il cui vero nome è Geoffrey, che cerca informazioni su Spoony. Dopo aver scoperto ciò che è successo la sera prima, Wunderburd gli rivela che in realtà Spoony ha sempre detto bugie, che il suo vero nome è Claude e che era il suo apprendista boscaiolo. Durante questo periodo avrebbe rubato l'ascia più affilata di Wunderburd, anch'esso un boscaiolo, per tagliare l'albero più grande della foresta che cadde sopra la casa di una strega. La strega avrebbe quindi deciso di trasformarlo in un mestolo di legno e dopo aver scoperto che l'ascia apparteneva a Geoffrey, decise di trasformare quest'ultimo in un uccello. Chiedendosi perché dovrebbe farsi aiutare dall'uccello, quest'ultimo afferma che in seguito ad un patto con la strega, se avesse aiutato cento persone avrebbe riacquisito il suo corpo originale e che Brak era l'ultimo. Wunderburd viene quindi sbranato da Zorak.
- Guest star: Jon Kohler (Wunderburd).

## President Dad
- Titolo originale: President Dad
- Diretto da: Jim Fortier e Pete Smith (non accreditati)
- Scritto da: Jim Fortier e Pete Smith

### Trama
Dopo aver ricevuto una lettera dal presidente in gara Galrog, Papà decide di candidarsi alla presidenza sull'associazione di vicinanza. Decide quindi di girare una pubblicità per esporre le sue false motivazioni e screditare Galrog. Tuttavia, parlando con Thundercleese, Brak scopre che Galrog in realtà è un enorme mostro divoratore di pianeti.
- Guest star: Dave Roberts (Galrog).

## Brakstreet
- Titolo originale: Brakstreet
- Diretto da: Jim Fortier e Pete Smith (non accreditati)
- Scritto da: Jim Fortier e Pete Smith

### Trama
Nella speranza di vincere una vacanza in un resort termale, Brak partecipa ad un concorso rap.
- Guest star: Cee Lo Green (Prime Cut).
- Altri interpreti: Don Kennedy (Marlon), MC Chris (proprietario del negozio di dischi), Dave Willis (Polpetta).

## Feud
- Titolo originale: Feud
- Diretto da: Jim Fortier e Pete Smith (non accreditati)
- Scritto da: Jim Fortier e Pete Smith

### Trama
Papà e Thundercleese entrano in una faida di quartiere.
- Guest star: "Weird Al" Yankovic (Petroleum Joe).
- Altri interpreti: Barry Mills (alieno)

## Runaway
- Titolo originale: Runaway
- Diretto da: Jim Fortier e Pete Smith (non accreditati)
- Scritto da: Jim Fortier, Pete Smith e Matt Maiellaro

### Trama
Quando Papà lo condanna a 3 anni nella sua stanza per aver fatto piangere le sue ginocchia, Brak scappa di casa e finisce su una nave spaziale con Zorak e Moltar.
- Guest star: Keye Luke (Brak originale).

## The New Brak
- Titolo originale: The New Brak
- Diretto da: Jim Fortier e Pete Smith (non accreditati)
- Scritto da: Jim Fortier e Pete Smith

### Trama
Clarence è un devoto ammiratore di Brak, tuttavia quando inizia a imitarlo, Brak teme che possa essere sostituito.
- Guest star: Ron Jaworski (se stesso), Jim Plunkett (se stesso).

## Pepper
- Titolo originale: Pepper
- Diretto da: Jim Fortier e Pete Smith (non accreditati)
- Scritto da: Jim Fortier e Pete Smith

### Trama
Papà crede che la nave madre lo porterà via per diventare il re del mondo alieno. Nel frattempo, Zorak inizia una relazione con un alieno di nome Pepper.
- Guest star: Jim Vann (Pepper).

## Dinner Party
- Titolo originale: Dinner Party
- Diretto da: Jim Fortier e Pete Smith (non accreditati)
- Scritto da: Jim Fortier e Pete Smith

### Trama
Brak, Mamma, Papà e Thundercleese sono stati invitati a cena a casa dei loro nuovi vicini: Franklin (un padre nervoso, il cui naso cresce ogni volta che mente), Rhonda dal Settimo Livello di Yar (una madre che vive in una scatola d'acciaio e parla continuamente del giudizio di tutti) e Winston (il loro figlio, un grande uomo simile ad un bambino, inabile a causa delle sue dimensioni).
- Altri interpreti: Dave Willis (Winston).

## We Ski in Peace
- Titolo originale: We Ski in Peace
- Diretto da: Jim Fortier e Pete Smith (non accreditati)
- Scritto da: Jim Fortier, Pete Smith, Matt Maiellaro e Dave Willis

### Trama
Brak vuole andare a lavorare col padre in occasione del "Giorno del vai al lavoro con tuo padre", tuttavia scopre dalla madre che in realtà questi non ha alcun lavoro. Papà mostra alla moglie una base sotterranea segreta dove lavora senza soldi per mantenere la Terra al sicuro. Mamma lo costringe a trovare un vero lavoro presso la gelateria locale e Clarence diventa il suo capo. Nel frattempo, le formiche aliene dello spazio esterno attaccano il mondo.
- Altri interpreti: Matt Maiellaro (formica aliena), Dave Willis (formica aliena).

## Braklet, Prince of Spaceland
- Titolo originale: Braklet, Prince of Spaceland
- Diretto da: Jim Fortier e Pete Smith (non accreditati)
- Scritto da: Jim Fortier e Pete Smith

### Trama
La famiglia di Brak presenta la loro personale interpretazione della classica storia di Amleto. Papà viene ucciso da Zorak che inganna la mamma facendogli credere che sono sposati. Brak diventa pazzo al punto di tentare di uccidere tutti, specialmente Zorak.
- Guest star: Lewis Black (scoiattolo).

## The Vacuum Cleaner Coma Dilemma
- Titolo originale: The Vacuum Cleaner Coma Dilemma / Coma
- Diretto da: Jim Fortier e Pete Smith (non accreditati)
- Scritto da: Jim Fortier e Pete Smith

### Trama
Papà si offre di aiutare Thundercleese a conquistare il cuore del suo vero amore, un aspirapolvere.
- Guest star: Jon Kohler (Wunderburd).

## Shadows of Heat
- Titolo originale: Shadows of Heat
- Diretto da: Jim Fortier e Pete Smith (non accreditati)
- Scritto da: Pete Smith e MC Chris

### Trama
- Altri interpreti: Dave Willis (George Martinez).

## Splat of Deadliness
- Titolo originale: Splat of Deadliness / Splat!
- Diretto da: Jim Fortier e Pete Smith (non accreditati)
- Scritto da: Jim Forter, Pete Smith e Andy Merrill

### Trama
Dopo aver ucciso accidentalmente Zorak durante un incidente stradale, Mamma e Papà cercano di mantenere segreta la faccenda.
- Guest star: Dave Roberts (poliziotto).
- Altri interpreti: Don Kennedy (Marlon).

## Enter the Hump
- Titolo originale: Enter the Hump
- Diretto da: Jim Fortier e Pete Smith (non accreditati)
- Scritto da: Jim Forter e Pete Smith

### Trama
Dopo essere stato morso da un cammello radioattivo, Papà acquisisce dei super poteri.
- Guest star: Matt McElhannon (Bitin' Larry), Lewis Black (lumaca aliena), Khaki Jones (ragazza nello schermo).

## Sexy New Brak Show Go
- Titolo originale: Sexy New Brak Show Go
- Diretto da: Jim Fortier e Pete Smith (non accreditati)
- Scritto da: Jim Forter, Pete Smith, Andy Merrill e Mark Banker

### Trama
Dopo aver aperto una scatola di cereali, Brak scopre di aver vinto un concorso e gli viene data la possibilità di girare un nuovo programma televisivo.
- Guest star: George Takei (Mr. Hikaru).

## All That I Desire You
- Titolo originale: All That I Desire You
- Diretto da: Jim Fortier e Pete Smith (non accreditati)
- Scritto da: Jim Forter e Pete Smith

### Trama
La famiglia di Brak presenta la loro interpretazione di una soap opera.
- Guest star: Ned Hastings (Grant Gainway).

## Cardburkey
- Titolo originale: Cardburkey
- Diretto da: Jim Fortier e Pete Smith (non accreditati)
- Scritto da: Jim Forter e Pete Smith

### Trama
Brak si trasferisce per vivere da solo, tuttavia la sua nuova residenza è una casa in cui tutto è fatto di cartone.

## Space Adventure
- Titolo originale: Space Adventure
- Diretto da: Jim Fortier e Pete Smith (non accreditati)
- Scritto da: Pete Smith e Nora Smith

### Trama
Brak parte per un'avventura nello spazio.